# Ibrahima Ndiaye
Ibrahima Ndiaye (Dakar, 6 luglio 1998) è un calciatore senegalese, attaccante dell'Al-Hazem.

## Caratteristiche tecniche
È un'ala sinistra, in possesso di una notevole velocità in progressione.

## Carriera

### Club
Il 26 agosto 2016 firma un triennale con il Wadi Degla, nel campionato egiziano.
Il 3 agosto 2019 viene acquistato a titolo definitivo dalla squadra svizzera del Lucerna.

## Statistiche

### Presenze e reti nei club
Statistiche aggiornate al 14 dicembre 2023.
| Stagione          | Squadra           | Campionato        | Campionato | Campionato | Coppe nazionali | Coppe nazionali | Coppe nazionali | Coppe continentali | Coppe continentali | Coppe continentali | Altre coppe | Altre coppe | Altre coppe | Totale | Totale |
| Stagione          | Squadra           | Comp              | Pres       | Reti       | Comp            | Pres            | Reti            | Comp               | Pres               | Reti               | Comp        | Pres        | Reti        | Pres   | Reti   |
| ----------------- | ----------------- | ----------------- | ---------- | ---------- | --------------- | --------------- | --------------- | ------------------ | ------------------ | ------------------ | ----------- | ----------- | ----------- | ------ | ------ |
| 2016-2017         | Wadi Degla        | PL                | 27         | 4          | CE              | 1               | 0               | -                  | -                  | -                  | -           | -           | -           | 28     | 4      |
| 2017-gen. 2018    | Ergotelīs         | FL                | 10         | 1          | CG              | 1               | 0               | -                  | -                  | -                  | -           | -           | -           | 11     | 1      |
| gen.-giu. 2018    | Wadi Degla        | PL                | 13         | 5          | CE              | 1               | 0               | -                  | -                  | -                  | -           | -           | -           | 14     | 5      |
| 2018-2019         | Wadi Degla        | PL                | 32         | 11         | CE              | 1               | 0               | -                  | -                  | -                  | -           | -           | -           | 33     | 11     |
| Totale Wadi Degla | Totale Wadi Degla | Totale Wadi Degla | 72         | 20         |                 | 3               | 0               |                    | -                  | -                  |             | -           | -           | 75     | 20     |
| 2019-2020         | Lucerna           | SL                | 24         | 6          | CS              | 3               | 0               | UEL                | 2                  | 0                  | -           | -           | -           | 29     | 6      |
| 2020-2021         | Lucerna           | SL                | 35         | 6          | CS              | 5               | 4               | -                  | -                  | -                  | -           | -           | -           | 40     | 10     |
| 2021-2022         | Lucerna           | SL                | 31+2       | 6          | CS              | 5               | 2               | UECL               | 2                  | 0                  | -           | -           | -           | 40     | 8      |
| ago. 2022         | Lucerna           | SL                | 3          | 0          | CS              | 0               | 0               | -                  | -                  | -                  | -           | -           | -           | 3      | 0      |
| Totale Lucerna    | Totale Lucerna    | Totale Lucerna    | 93+2       | 18         |                 | 13              | 6               |                    | 4                  | 0                  |             | -           | -           | 112    | 24     |
| ago. 2022-2023    | Zamalek           | PL                | 16         | 4          | CE              | 4               | 0               | CCL                | 5                  | 1                  | -           | -           | -           | 25     | 5      |
| 2023-2024         | Zamalek           | PL                | 8          | 2          | CE              | 0               | 0               | ACC+CC             | 2+5                | 0+1                | -           | -           | -           | 15     | 3      |
| Totale Zamalek    | Totale Zamalek    | Totale Zamalek    | 24         | 6          |                 | 4               | 0               |                    | 12                 | 2                  |             | -           | -           | 40     | 8      |
| Totale carriera   | Totale carriera   | Totale carriera   | 201        | 45         |                 | 21              | 6               |                    | 16                 | 2                  |             | 0           | 0           | 238    | 53     |

## Palmarès

### Club

#### Competizioni nazionali
- Coppa Svizzera: 1

Lucerna: 2020-2021

#### Competizioni internazionali
- Coppa della Confederazione CAF: 1

Zamalek: 2023-2024

### Individuale
- Capocannoniere della Coppa Svizzera: 1

2020-2021 (4 gol)